# Need for Speed: Undercover
Need for Speed: Undercover est un jeu vidéo de course automobile développé par EA Black Box et édité par Electronic Arts sorti en 2008. Le jeu est disponible sur PlayStation 2, PlayStation 3, Wii, Windows, Xbox 360, Nintendo DS, PlayStation Portable et téléphone portable. Il fait partie de la série Need For Speed.
Need for Speed: Undercover reprend ce qui a fait le succès de la série depuis les versions "tuning", et peut être rapproché de Need for Speed: Most Wanted (2005) Need for Speed: Carbon (2006) et Need for Speed: ProStreet (2007). Le jeu reste sur le principe des poursuites de police et aussi de la possibilité à détruire des éléments du décor en fonçant dedans comme Most Wanted et Carbon.

## Versions du jeu
Le jeu est sorti en automne 2008 sur presque tous les supports :
- Les jeux PC, Xbox 360 et PS3 profitent de graphismes réalistes en HD et d'un maximum de contenu.
- Les jeux PS2 et Wii progressent peu graphiquement et le jeu en réseau est absent. Le jeu Wii propose son propre gameplay (il s'agit du dernier NFS à sortir sur PS2).
- Le jeu PSP est quasiment identique au jeu PS2, il a été proposé en pack avec la PSP-3000 à ses débuts.
- Le jeu DS reste semblable aux précédents opus, et dispose d'un mode online.
- Le jeu est également sorti sur téléphone portable 
  - en Java (pour les téléphones supportant la 3D).
  - sur iPhone, le jeu a moins de contenus mais est techniquement supérieur au jeu sur DS

## Scénario

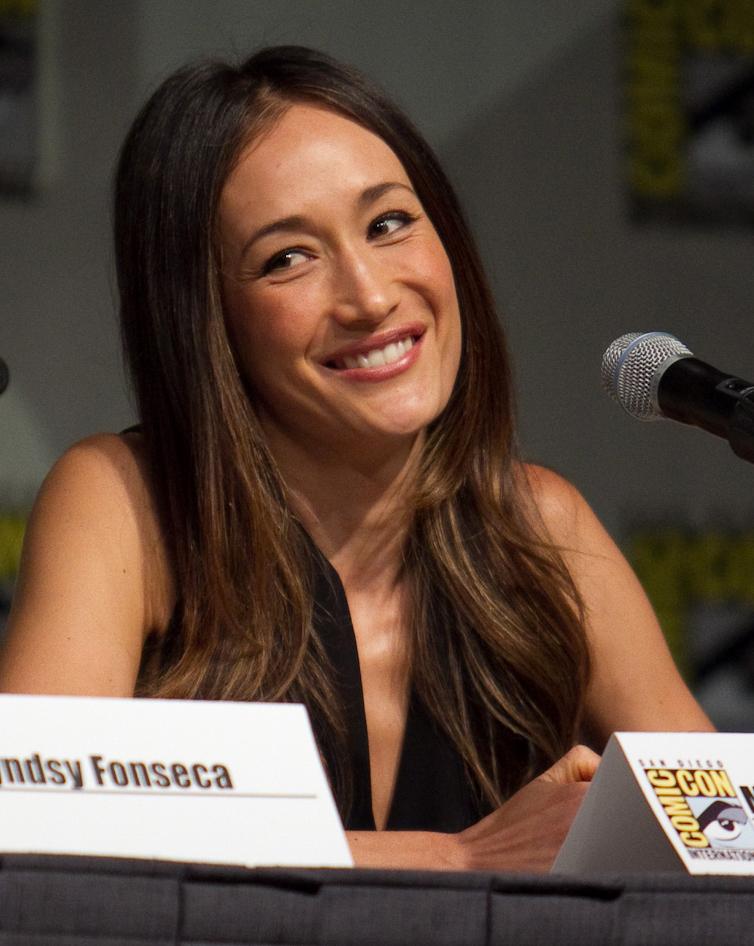
L'actrice Maggie Q prêtant sa voix au personnage Chase Linh

Le joueur est placé dans l'histoire comme un agent du FBI, qui va s’infiltrer dans le réseau criminel de Tri-City, une baie fictive où le jeu est basé. Il travaille dans le plus grand secret, à un tel point que même la police locale ne connaîtra pas sa véritable identité. En roulant à des vitesses excessives, il doit faire ses preuves, laissé à lui-même, faire de nombreux "jobs" et participer à des courses. Tout ceci est dans le but d'infiltrer et d’arrêter un syndicat international de contrebande criminelle, composé de courses de rue illégales et de voleurs de voitures. Les seuls contacts du joueur avec la police sont la gestionnaire fédérale Chase Linh, et plus tard, le lieutenant Jack M. Keller. Le joueur s'avère un excellent conducteur ; comme il va plus loin d'infiltration en infiltration, il finit par faire arrêter plusieurs "amis" criminels, mais il rencontre à tort Chau Wu, l’impitoyable chef d’un syndicat du crime. Chau Wu appelle alors le joueur et lui dit qu'il n'y a qu'une seule chose qu'il peut faire pour se racheter: il y a une voiture volée aux chantiers navals contenant des preuves criminelles. Chau Wu soupçonne G-MAC de l’avoir volée, et il veut la récupérer à tout prix; en réalité, Hector et Zack Maio sont les coupables, n’ayant pas réalisé à qui la voiture appartenait. Carmen, de peur que Chau Wu ne la capture, demande au joueur de prendre cette voiture, mais Chau Wu découvre ceci. Il téléphone au joueur en lui disant qu’il a capturé Chase Linh et qu’il la gardera en otage jusqu’à ce que la voiture lui soit rendue. Le joueur amène la voiture à Chau Wu dans l'espoir de sauver Chase Linh, mais il découvre à son arrivée que celle-ci travaillait avec Chau Wu depuis longtemps. Dès qu’elle est libérée, elle récupère un pistolet silencieux de Chau Wu et élimine celui-ci après avoir également réduit au silence son homme de main. Chase Linh s'échappe dans la voiture pour laisser accuser le joueur du meurtre, et prenant toutes les possessions de Chau Wu qui étaient à l’intérieur. Les policiers, pensant que le joueur est l'assassin, seront après lui, mais le lieutenant Keller lui commande de s’échapper d’eux et de rattraper Chase ; finalement, il y réussit, et Chase est inculpée et incarcérée. Plus tard, le lieutenant Keller félicite le joueur, et lui raconte que Carmen a témoigné en échange de n’être facturé d’aucune des infractions criminelles, et que la preuve utilisée contre Chase Linh était le PDA de Chau Wu, contenant des informations concernant le chantier naval de voitures et d'autres activités criminelles. Dans la dernière cinématique, Carmen demande au joueur de la déposer à l'université car elle s'est inscrite dans l'apprentissage en médecine, une courte scène n'étant pas présente dans la version PlayStation 2 du jeu.

## Système de jeu
(août 2011).

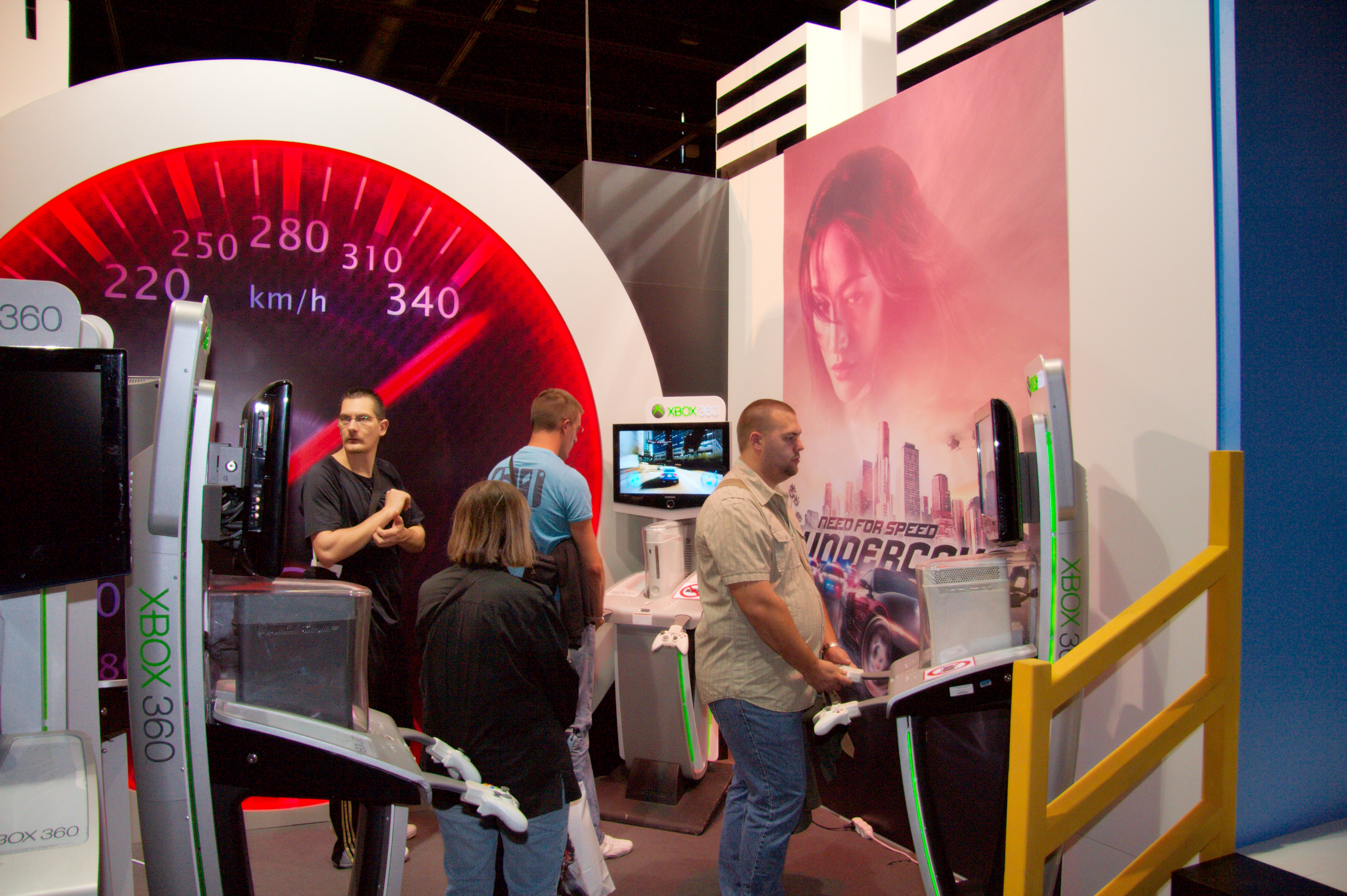
Stand de Need for Speed: Undercover au Festival du jeu vidéo 2008

Ce nouveau Need for Speed a été beaucoup contesté par les médias et sa note moyenne ne dépassait pas les 5/10.

## Acteurs & voix
| - Maggie Q : Chase Linh - Christina Milian : Carmen Mendez - Lawrence B. Adisa : Brad 'Nickel' Rogers - Joshua Alba : Zack Maio - Jim Burke : FBI #2 - Kurt Caceres : Hector Maio - E.J. Carroll : Secondary #2 - John Doman : FBI #1 - Joe Forbrich : Secondary #1 - Heather Fox : Rose Largo - Toy Holmes : Dispatch - Tim Hopper : Primary #2 - Jason Kolotouros: Primary #3 | - Anthony Mangano : Secondary #3 - Jimmy Palumbo : Primary #1 - Paul Pape : Lt. Jack M. Keller - Armando Riesco : Primary - David Rees Snell : Gregory 'G-Mac' MacDonald - Jack Yang : Chau Wu - Keith Brush : Detective Stark - Abner Genece : Rabbit - Liana Mendoza : Hectors gang member - Dawn Olivieri : Rose - Jennifer Betit Yen : Chase double - Daniel D. Lee : Chau Wu Guard - Josh Shibata : Chau Wu Guard #2 |  |

## Musiques
- Airbourne - Girl In Black
- Amon Tobin - Mighty Micro People
- APM - Avenger, High Velocity, Rattler et Spook Zoid
- Asian Dub Foundation - Burning Fence
- Bonobo - Scuba (Amon Tobin Remix)
- Circlesquare - Fight Sounds Part 1
- Floor Thirteen - Blame It On Me
- From First to Last - I Once Was Lost, But Now Am Profound
- Hybrid - The Formula Of Fear (Matrix Dub)
- Innerpartysystem - This Empty Love
- Justice - Genesis
- Kinky - Mexican Radio
- Ladytron - Ghosts
- Mindless Self Indulgence - Never Wanted To Dance (Electro Hurtz Mix)
- Nine Inch Nails - The Mark Has Been Made
- Nine Inch Nails - The Warning (Stefan Goodchild avec Doudou N'Diaye Rose Mix)
- Ojos de Brujo - Piedras Vs. Tanques
- Pendulum - 9,000 Miles, Granite et Tempest
- Puscifer - Indigo Children (JLE Dub Mix)
- Puscifer - Momma Sed (Tandemonium Mix)
- Oba Libre & M1 - God Damn
- Recoil - Shunt
- Recoil - Vertigen
- Recoil - Want
- Splitting Adam - On My Own
- Supergrass - Bad Blood
- The Fashion - Like Knives
- The Pinker Tones - Electrotumtao
- The Prodigy - First Warning
- The Qemists - Stompbox
- The Whip (groupe) - Fire
- Tricky - Coalition
- Tyga - Diamond Life
- Underworld - Glam Bucket et To Heal
- Steve Schnur (Producteur exécutif musique générique)

## Développement
Le jeu souffre de nombreux bugs dus au temps de développement du jeu assez serré. Le jeu est ainsi victime de crénelage (aliasing) et d'importants ralentissements même sur les ordinateurs puissants.

## Liste des voitures
- Aston Martin DB9
- Audi S5
- Audi RS4 (2006)
- Audi R8 (voiture de route)
- Audi TT
- BMW M3 E92
- BMW M3 (2003)
- BMW M6 E63/E64
- Cadillac CTS-V (2006)
- Chevrolet Camaro SS (1967)
- Chevrolet Camaro Concept (2008)
- Chevrolet Chevelle SS (1970)
- Chevrolet Corvette Z06 (2006)
- Chevrolet Corvette Stingray (1967)
- Bugatti Veyron 16.4
- Dodge Challenger (1967)
- Dodge Charger SRT8 (2007)
- Dodge SRT Viper (2006)
- Ford Escort Cosworth (1996)
- Ford Focus ST (2006)
- Ford GT (2006)
- Ford Mustang GT (2006)
- Koenigsegg CCX
- Lamborghini Gallardo LP 560-4
- Lamborghini Murciélago LP640
- Lexus IS 350
- Lotus Elise (2006)
- McLaren F1 (1994)
- Mazda RX-7 (1995)
- Mazda RX-8 (2006)
- Mazda Speed 3 (2006)
- Mercedes-Benz Classe CLS (2008)
- Mercedes-Benz SLR McLaren 722 (2007)
- Mitsubishi Lancer Evolution9
- Mitsubishi Lancer Evolution10
- Nissan 240SX (S13) (1989)
- Nissan 370Z
- Nissan GT-R PROTO
- Nissan Silvia S15 (2000)
- Nissan Skyline GT-R (R34) (1997)
- Pagani Zonda F (2006)
- Plymouth Barracuda (1970)
- Pontiac GTO (1986)
- Pontiac Solstice GXP (2006)
- Porsche 911 GT3 RS (2006)
- Porsche 911 GT2 (2008)
- Porsche Carrera GT (2005)
- Porsche Cayman S (2005)
- Renault Mégane III Coupé (2008)
- Shelby Terlingua Mustang
- Shelby GT 500 (1967)
- Toyota Supra
- Volkswagen Scirocco (2008)
- Volkswagen Golf V R32